# Стрмець-при-Светем Флоріяну
Стрмець-при-Светем Флоріяну (словен. Strmec pri Svetem Florijanu) — поселення в общині Рогашка Слатина, Савинський регіон, Словенія. Висота над рівнем моря: 270,2 м.